# Pseudocepphus teres
Pseudocepphus teres — викопний вид сивкоподібних птахів родини Алькові (Alcidae). Вид існував у міоцені (16-13,6 млн років тому). Скам'янілі рештки знайдені у відкладеннях формації Кальверт у штаті Меріленд, США. Описаний по голотипу USNM 214537 (права плечова кістка).